# Sittin' on a Fence
 (octobre 2022).
La mise en forme du texte ne suit pas les recommandations de Wikipédia : il faut le « wikifier ».
Les points d'amélioration suivants sont les cas les plus fréquents. Le détail des points à revoir est peut-être précisé sur la page de discussion.
- Les titres sont pré-formatés par le logiciel. Ils ne sont ni en capitales, ni en gras.
- Le texte ne doit pas être écrit en capitales (les noms de famille non plus), ni en gras, ni en italique, ni en « petit »…
- Le gras n'est utilisé que pour surligner le titre de l'article dans l'introduction, une seule fois.
- L'italique est rarement utilisé : mots en langue étrangère, titres d'œuvres, noms de bateaux, etc.
- Les citations ne sont pas en italique mais en corps de texte normal. Elles sont entourées par des guillemets français : « et ».
- Les listes à puces sont à éviter, des paragraphes rédigés étant largement préférés. Les tableaux sont à réserver à la présentation de données structurées (résultats, etc.).
- Les appels de note de bas de page (petits chiffres en exposant, introduits par l'outil «  Source ») sont à placer entre la fin de phrase et le point final[comme ça].
- Les liens internes (vers d'autres articles de Wikipédia) sont à choisir avec parcimonie. Créez des liens vers des articles approfondissant le sujet. Les termes génériques sans rapport avec le sujet sont à éviter, ainsi que les répétitions de liens vers un même terme.
- Les liens externes sont à placer uniquement dans une section « Liens externes », à la fin de l'article. Ces liens sont à choisir avec parcimonie suivant les règles définies. Si un lien sert de source à l'article, son insertion dans le texte est à faire par les notes de bas de page.
- La présentation des références doit suivre les conventions bibliographiques. Il est recommandé d'utiliser les modèles {{Ouvrage}}, {{Chapitre}}, {{Article}}, {{Lien web}} et/ou {{Bibliographie}}. Le mode d'édition visuel peut mettre en forme automatiquement les références.
- Insérer une infobox (cadre d'informations à droite) n'est pas obligatoire pour parachever la mise en page.

Pour une aide détaillée, merci de consulter Aide:Wikification.
Si vous pensez que ces points ont été résolus, vous pouvez retirer ce bandeau et améliorer la mise en forme d'un autre article.
Singles de Twice as Much
Step Out of Line
Sittin' on a Fence est une chanson écrite et composée par Mick Jagger et Keith Richards du groupe de rock britannique The Rolling Stones. La chanson est publiée pour la première fois en mai 1966 interprétée par le duo de chanteurs Twice as Much (produit par le producteur des Rolling Stones Andrew Loog Oldham) sur son premier single. Le single se classe dans le top 40 britannique et attire une certaine attention outre-Atlantique en se classant dans le classement Bubbling Under Hot 100 Singles.

## Version des Rolling Stones
La version d'origine des Rolling Stones est enregistrée durant les premières sessions de l'album Aftermath en décembre 1965. C'est une chanson majoritairement acoustique, comportant à la fin une partie de clavecin joué par le musicien de studio Jack Nitzsche. Non retenue pour l'album, la chanson sort aux Etats-Unis en juin 1967 sur la compilation Flowers avec Ride On, Baby (issue des mêmes sessions), puis au Royaume-Uni en 1969 sur la compilation Through the Past, Darkly (Big Hits Vol. 2). La chanson ne connait pas de publication en single.
La chanson apparait également sur la compilation  More Hot Rocks (Big Hits & Fazed Cookies) en 1972. Comme une grande partie des chansons sorties en 1967, le groupe n'a jamais interprétée Sittin' on a Fence en concert.

### Personnel
Selon les auteurs Philippe Margotin et Jean-Michel Guesdon, sauf mention contraire :
The Rolling Stones
- Mick Jagger : chant
- Keith Richards : chœur, guitare acoustique
- Brian Jones : seconde guitare acoustique
- Bill Wyman : basse
- Charlie Watts : tambourin[4]

Musicien additionnel
- Jack Nitzsche : clavecin[4]

### Sources
- Andy Babiuk et Greg Prevost, Rolling Stones Gear: All the Stones' Instruments from Stage to Studio, Milwaukee, Backbeat Books, 2013 (ISBN 978-1-61713-092-2)
- Philippe Margotin et Jean-Michel Guesdon, The Rolling Stones All the Songs: The Story Behind Every Track, New York, Black Dog & Leventhal Publishers, 2016 (ISBN 978-0-316-31774-0, lire en ligne)